# Aeschi (Soleure)
Pour les articles homonymes, voir Aeschi.
Aeschi est une commune suisse du canton de Soleure, située dans le district de Wasseramt.

## Histoire

Vue aérienne par Walter Mittelholzer (1926).

Le 1er janvier 2012, l'ancienne commune de Steinhof a fusionné dans celle d'Aeschi.